# Atentado de la heladería Al-Faqma
En el 30 de marzo de 2017, una heladería en el distrito de Karrada, en Bagdad (la capital de Irak), fue atacada por un terrorista suicida del ISIS, matando más de 30 personas.

## Ataque
El atentado tuvo lugar poco después de la medianoche, cuando el coche bomba que estaba estacionado cerca de la heladería detonó. El Estado Islámico dijo que la explosión eran para seguidores chiítas.